# Melkplas
Met de melkplas wordt de situatie beschreven waarin boeren door landbouwsubsidies gestimuleerd, veel meer koemelk produceren, zonder dat hier een marktvraag tegenover stond. Naast de melkplas kan er ook een boterberg of wijnzee ontstaan.
De oorzaak van de melkplas was aan het eind van de twintigste eeuw de landbouwsubsidie van de Europese Unie. Boeren ontvingen een gegarandeerde minimumprijs voor hun melk. Daardoor wordt de normale marktwerking, die zou voorkomen dat er een al te groot melkoverschot ontstaat, verstoord. Ook leidde deze vorm van subsidiëring tot hogere prijzen voor consumenten.
Delen van de melkplas werden met behulp van exportsubsidies in de vorm van melkpoeder naar de Derde Wereld geëxporteerd. Een andere poging om de melkplas te bedwingen is de invoering van melkquota, waardoor boeren slechts een gemaximeerde hoeveelheid melk mogen produceren. Te veel geproduceerde melk wordt beboet.
In augustus 2007 werd duidelijk dat voor het eerst van het bestaan van de Europese Unie het aanbodoverschot van melk was omgeslagen in een vraagoverschot. Sterke vraag van buiten de Europese Unie, alsook hervormingen van het subsidiestelsel, waardoor boeren niet langer per hoeveelheid geproduceerde melk gesteund werden maar een vaste inkomstensteun kregen, worden verantwoordelijk gehouden voor het verdwijnen van de melkplas.
In september 2009 kwamen Waalse boeren uit protest tegen de te lage melkprijs 3 miljoen liter melk over een veld in Ciney uitsproeien met mestsproeiwagens. Dat is de dagproductie voor Wallonië.